# Сімоне Мануель
Сімоне Мануель (англ. Simone Manuel, нар. 2 серпня 1996, Х'юстон, Техас, США) — американська плавчиня, дворазова олімпійська чемпіонка та дворазова срібна призерка Олімпійських ігор 2016 року, чемпіонка світу.

## Виступи на Олімпійських іграх
| Олімпіада | Дисципліна             | Місце |
| --------- | ---------------------- | ----- |
| Ріо 2016  | 50 м вільним стилем    | 2     |
| Ріо 2016  | 100 м вільним стилем   | 1     |
| Ріо 2016  | 4×100 м вільним стилем | 2     |
| Ріо 2016  | 4×100 м комплексом     | 1     |